# Sudice (okres Opava)
Obec Sudice (německy Zauditz, polsky Sudzice) se nachází v okrese Opava v Moravskoslezském kraji. Žije zde 624 obyvatel.
Ve vzdálenosti 12 km jižně leží město Kravaře, 16 km jihozápadně statutární město Opava, 18 km jižně město Hlučín a 25 km jihovýchodně město Ostrava. Poblíž obce se nachází státní hranice s Polskem.

## Název
Jméno vsi (v nejstarší podobě Sudici) bylo pravděpodobně odvozeno od osobního jména Sud(a), což byla domácká podoba některého jména obsahujícího Sud- (např. Sudomír, Sudslav, Sudivoj). Význam místního jména tak byl "Sudovi lidé". Německé jméno se vyvinulo z českého.

## Historie

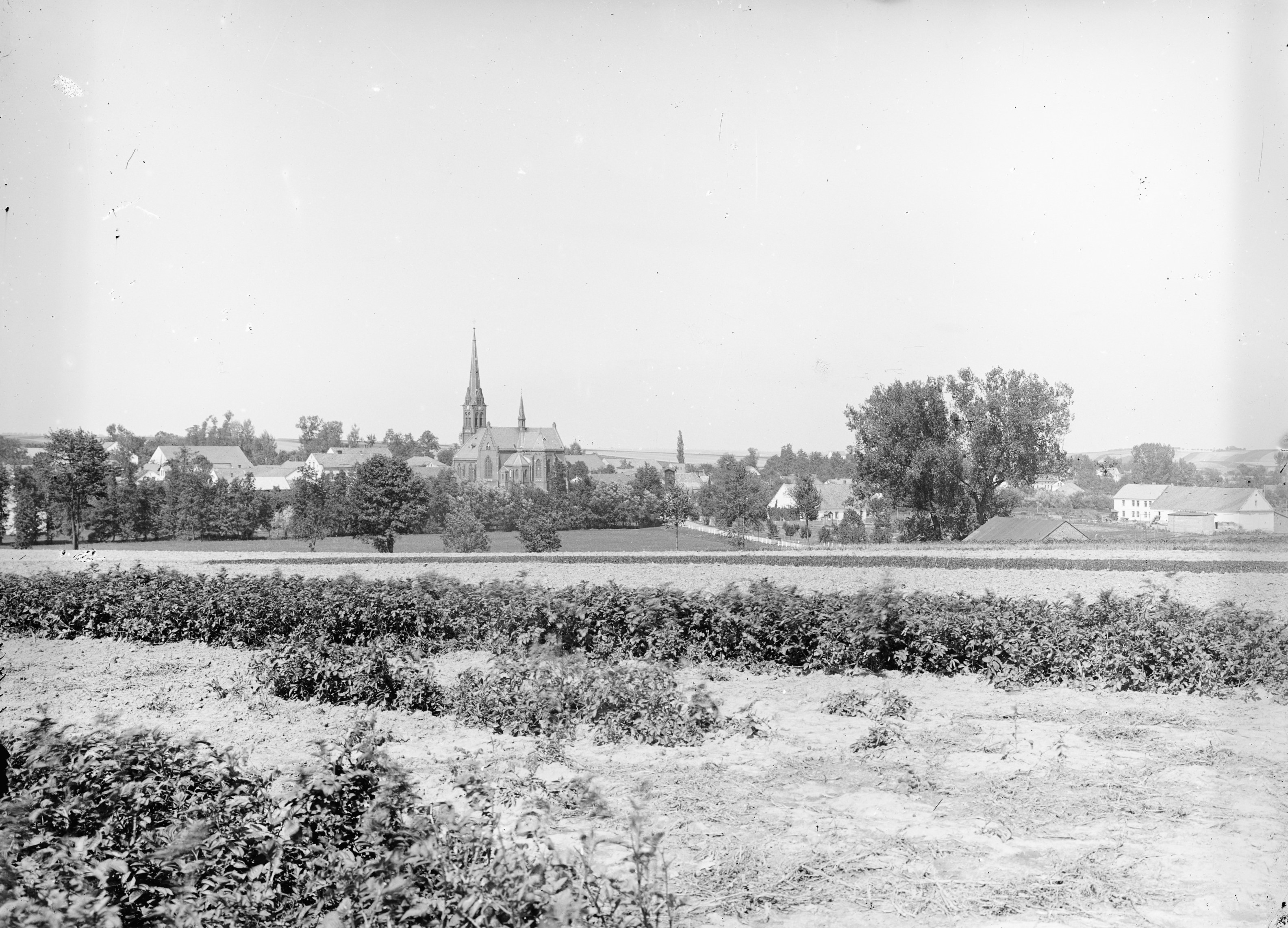
Sudice v první polovině 20. století

První písemná zmínka o obci pochází z roku 1327. Do roku 1742 náležela obec ke Krnovskému knížectví. Po první světové válce připadla shodou náhod nově vzniklému Československu, protože se nacházela jižně od vytyčené hraniční linie mezi městy Kietrz a Bohumín. Stala se tak příhraniční obcí, přestože měla četné styky s okolními obcemi.

## Obecní správa
Od 1. ledna 1979 do 23. listopadu 1990 k obci patřily Rohov a Třebom.

## Pamětihodnosti
- Kostel sv. Jana Křtitele – postaven v letech 1904–1906, výstavbu inicioval známý kněz p. Arnošt Jureczka, stavbu vedl známý stavebník kostelů i jinde ve Slezsku Josef Seifried původem z Kravař, jde o monumentální pseudogotickou stavba z červených cihel s farou a komplexem tří hospodářských budov, kostel je pozměněnou zmenšeninou dómu v Kolíně nad Rýnem, vnitřní vybavení včetně obrazů je dílem Jana Bochenka, rodáka z Hlučína – kulturní památkou se celý areál stal v roce 1990.

Kostel se stal kulisou v pohádce režiséra Karla Janáka - Princezna a půl království, kde představoval zámecký kostel  v Egonově království, kde se konala svatba princezny Kateřiny Adriany, Markety Elišky a krále Egona. 
- Evangelický kostel a pravoslavný chrám sv. Václava – postaven v roce 1909, původně šlo o hřbitovní kostelík pro obyvatele Sudic, a také pro obyvatele původně většinově evangelických obcí Sciborzic Wielkich a Rozumic, po válce využíván také pravoslavnou církví, dnes kostel využívají obě církve k bohoslužbám
- Pomník Československých tankistů a zároveň nazývaný také Památník na počest osvobození Sudic sovětskou armádou
- Naučná stezka Příroda za rohem Rohova
- Pomník padlým německým vojákům v 1. a 2. světové válce

## Galerie

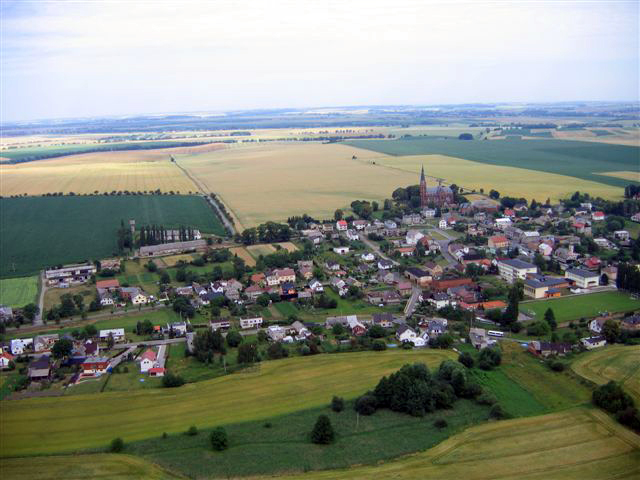
Letecký pohled na obec
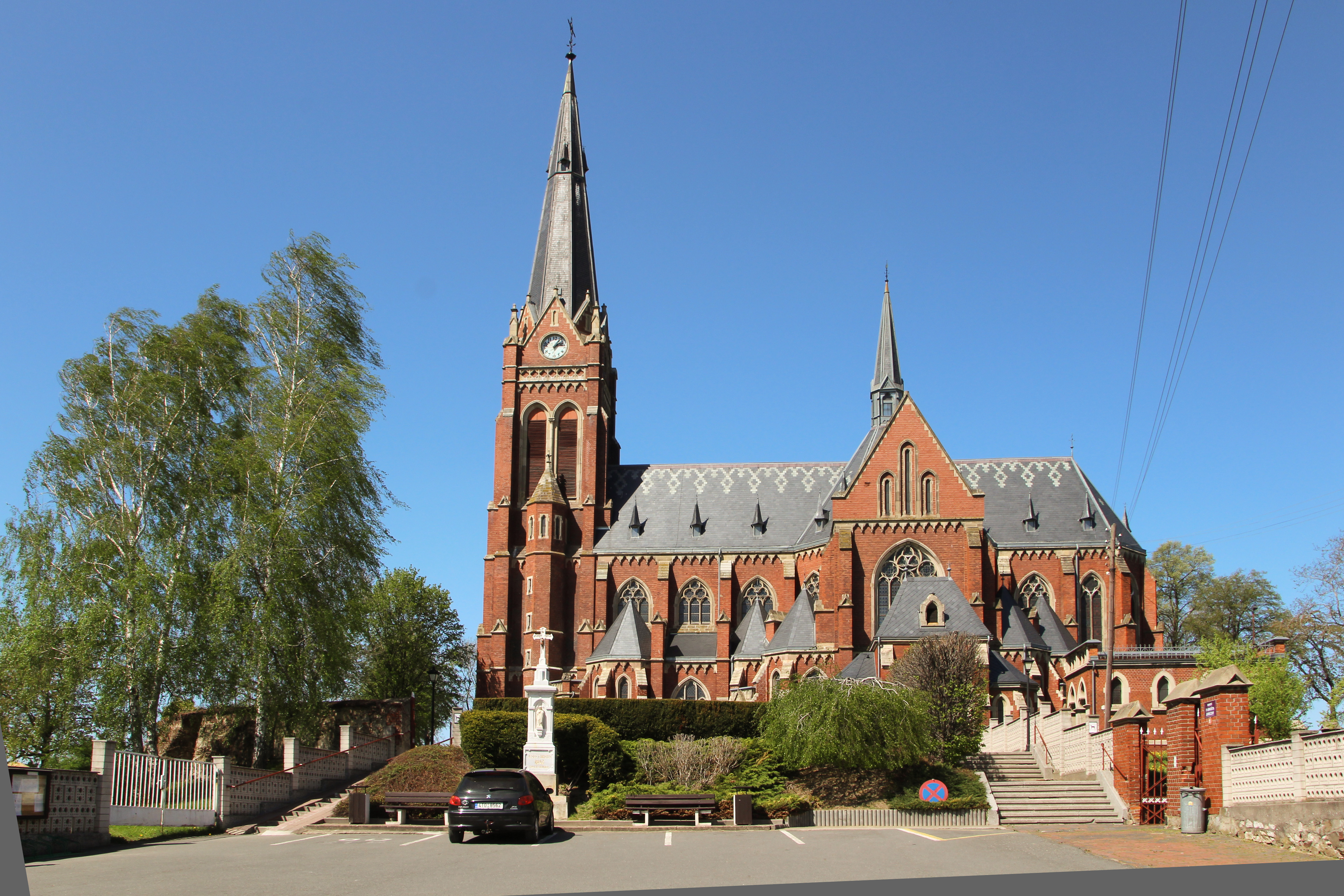
Kostel sv. Jana Křtitele
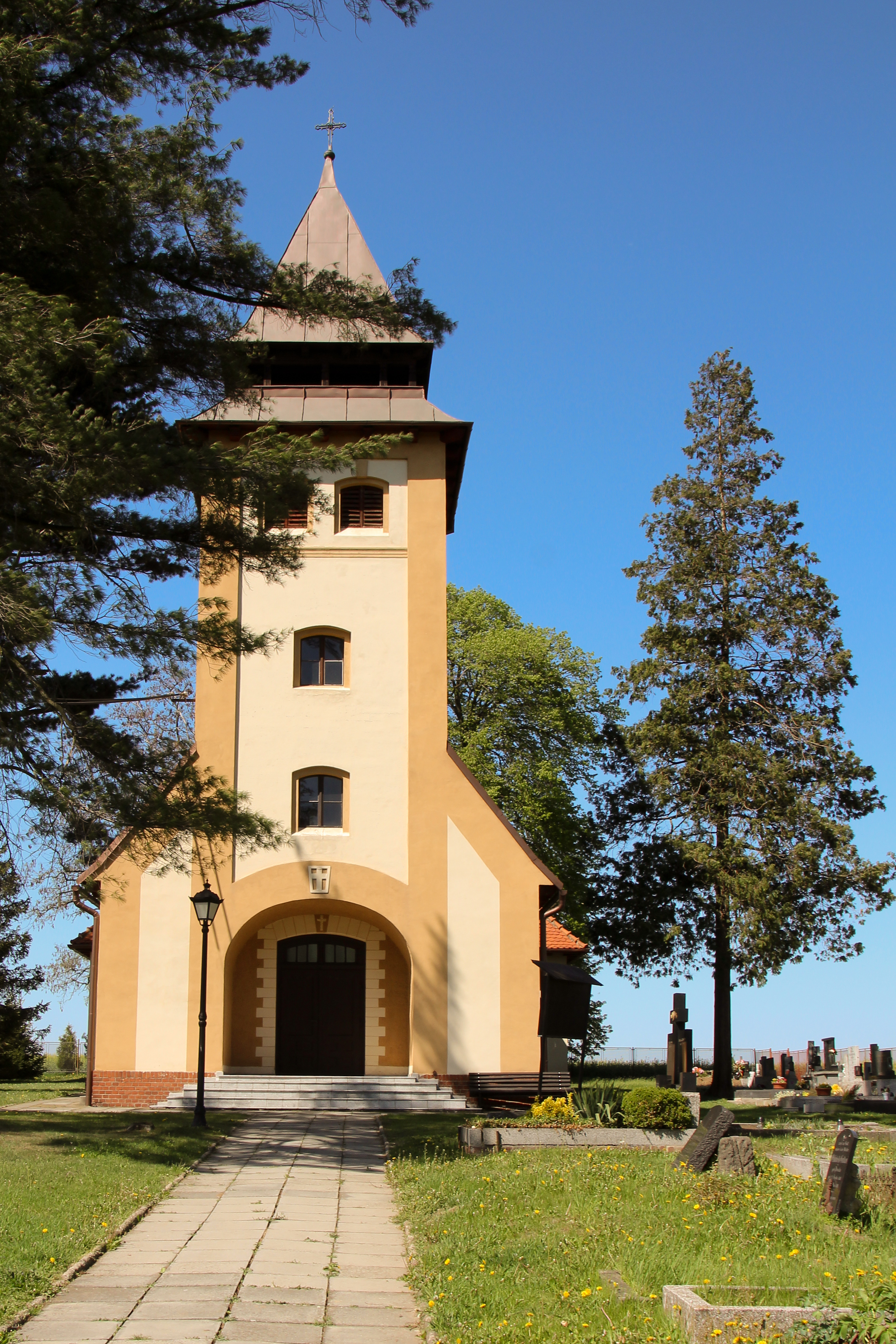
Evangelický a pravoslavný kostel
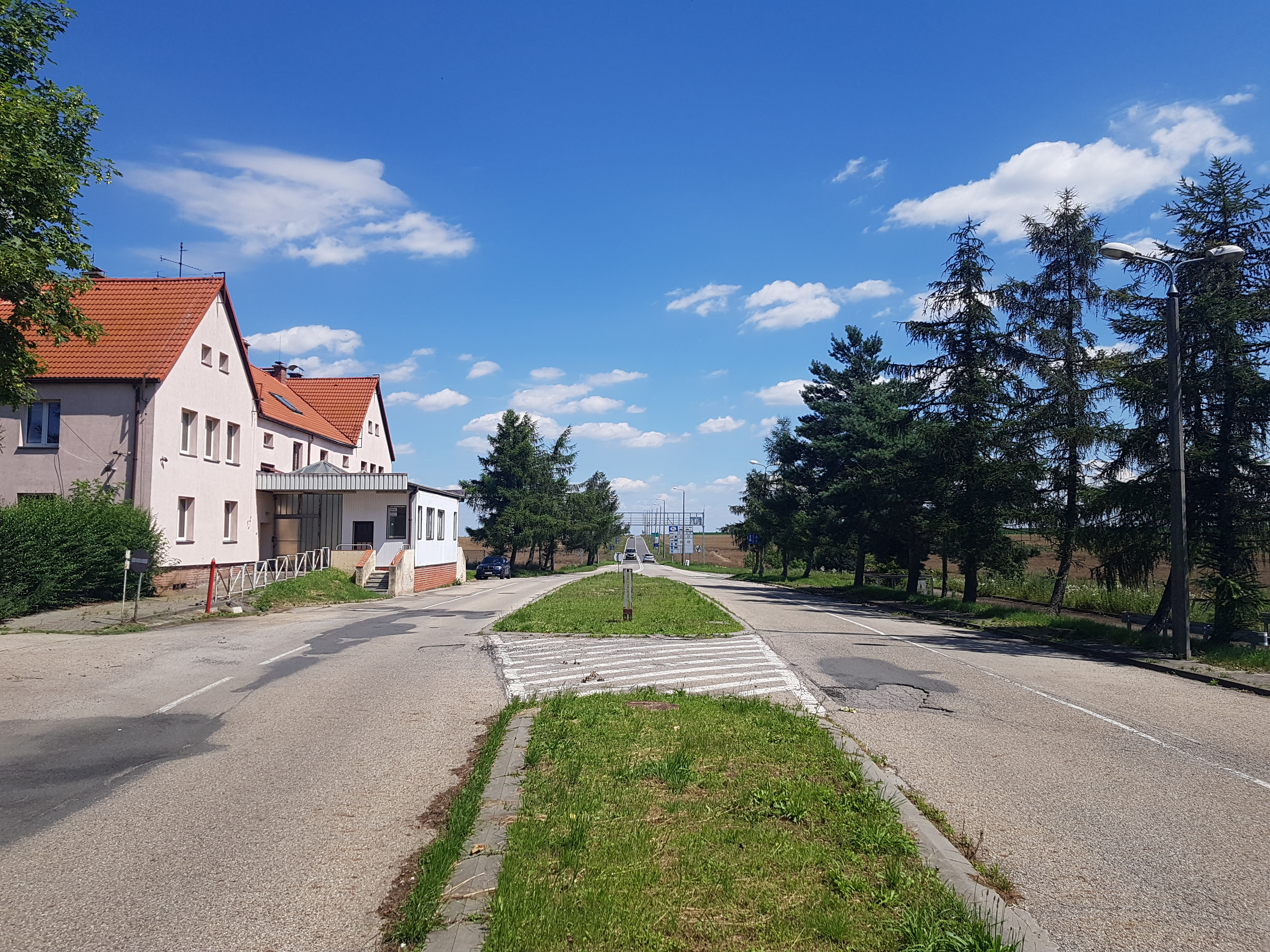
Hraniční přechod Pietraszyn-Sudice
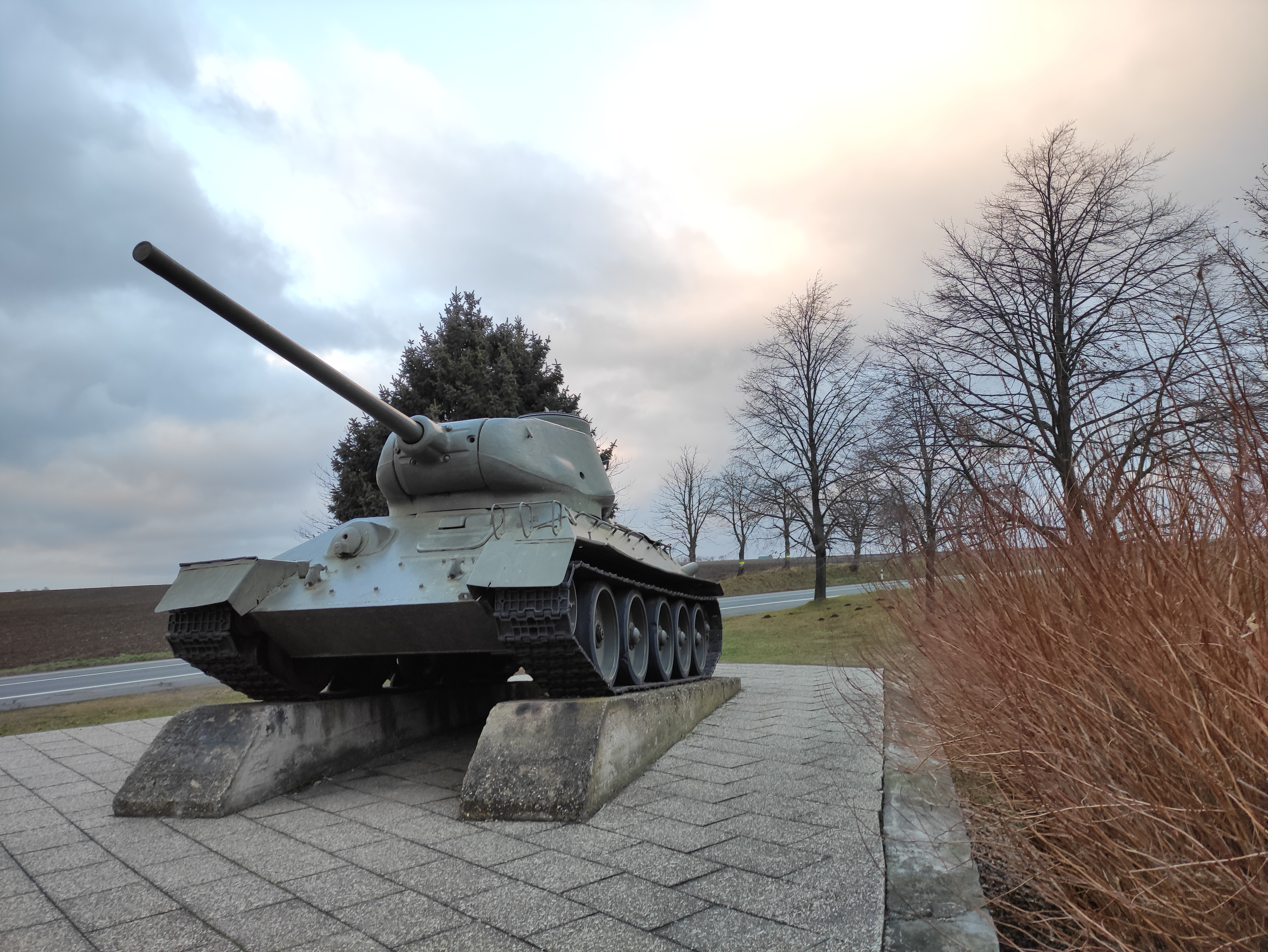
Památník osvobození sovětskou armádou